# غزو كورسيكا 1794
غزو كورسيكا هو حملة جرت في ربيع وصيف عام 1794 قاتل فيها الجيش البريطاني والقوات الكورسيكية غير النظامية ضد حامية فرنسية، في بدايات الحروب الثورية الفرنسية. ارتكزت الحملة على حصار ثلاث قرى مركزية في شمال كورسيكا هي سان فيورينزو وباستيا وكالفي التي طُوقت وحوصرت وقُصفت حتى طُردت منها القوات الفرنسية كلها في أغسطس 1794.
كورسيكا هي جزيرة كبيرة في البحر الليغوري؛ امتلكت القوات البحرية المتمركزة على الجزيرة القدرة على ممارسة التحكم بالمياه على ساحل جنوب فرنسا وشمال غرب إيطاليا. كان ذلك تهديدًا أساسيًا للحروب الثورية الفرنسية الأولية، ورأى القائد البريطاني في المنطقة، اللورد هود، السيطرة على كورسيكا مكونًا حيويًا لحصاره للأسطول الفرنسي الموجود في تولون. ضمت فرنسا كورسيكا عام 1768، وكان السكان منذ ذاك الوقت مستائين وثائرين. أثارت حماسة الثورة الفرنسية عام 1789 طموحاتهم للاستقلال، والتمس قائدهم باسكويل باولي لهود من أجل الدعم. كان هود مشتتًا بحصار تولون، ولكن في بدايات عام 1794 حول انتباهه نحو كورسيكا.
بدمج القصف البحري مع الإنزال البرمائي للجنود ومشاة البحرية البريطانيين، وبدعم من القوات غير النظامية الكورسيكية، هاجمت القوات البريطانية دفاعات سان فيورينزو، ما أجبر الفرنسيين على التخلي عن المدينة والتراجع إلى باستيا. ثم قاد هود قوةً حول الجزيرة وحاصر المدينة التي استسلمت بعد 37 يومًا من الحصار. كان هذا الانتصار كافيًا للشعب الكورسيكي، من خلال باولي، ليعلن الولاء لبريطانيا. فرضت التعزيزات البريطانية بعد ذلك حصارًا على آخر قلعة كانت تحت سيطرة الفرنسيين في الجزيرة، في كالفي، والتي تعرضت للقصف لمدة شهرين، واستسلمت أخيرًا في أغسطس 1794.
أثبتت كورسيكا أن أهميتها متذبذبة للبريطانيين؛ قدمت مراسي الجزيرة بعض الراحة لأسطول يعمل في نهاية سلسلة إمداد طويلة، لكن عدم استقرار السياسة الكورسيكية والجهود الفرنسية المتكررة لتعطيل السيطرة البريطانية استهلكت موارد قيّمة. بحلول أواخر عام 1796، مع انتصار الفرنسيين في شمال إيطاليا وإعلان الحرب الإسبانية على بريطانيا بعد معاهدة سان إلديفونسو، لم تعد السيطرة البريطانية على كورسيكا قابلة للاستمرار. انسحبت القوات البريطانية من الجزيرة التي احتلها الفرنسيون بسرعة مرةً أخرى.

## خلفية
كورسيكا هي جزيرة جبلية كبيرة في البحر الليغوري، وهي منطقة من البحر الأبيض المتوسط يحدها غرب إسبانيا وجنوب فرنسا وشمال غرب إيطاليا. تسمح السيطرة على الجزيرة، ولا سيما الميناء في سان فيورنزو، لقوة بحرية بممارسة هيمنة إقليمية على هذا الممر المائي المهم. كانت كورسيكا لعدة قرون جزءًا من جمهورية جنوة، على الرغم من أنها بحلول منتصف القرن الثامن عشر كانت مستقلة بحكم الواقع بصفتها الجمهورية الكورسيكية، بقيادة باسكويل باولي. كانت جنوة غير قادرة على معارضة سيطرة باولي على الجزيرة، لذا باعت كورسيكا إلى مملكة فرنسا عام 1768، وسرعان ما استولى الغزو الفرنسي على الجزيرة وضمها.
في أعقاب الثورة الفرنسية عام 1789، أدى الوضع السياسي الفوضوي والانتشار القوي للجمهورية إلى إحياء حركة استقلال كورسيكا وشجع باولي، الذي عاش في المنفى لمدة 22 عامًا، على العودة. هزم باولي بسرعة أعدائه السياسيين في كورسيكا، بما في ذلك عائلة بونابرت البارزة، وتولى السيطرة على الجزيرة مرة أخرى. بحلول بدايات عام 1793، أثناء القمع السياسي لعهد الإرهاب في فرنسا، وجد باولي نفسه مهددًا بالاعتقال من قبل ممثلي المؤتمر الوطني الفرنسي. ردًا على ذلك، أمر باولي أتباعه بتشكيل وحدات حزبية غير نظامية قادت بسرعة الحامية العسكرية الفرنسية إلى المدن الشمالية الثلاث سان فيورنزو وكالفي وعاصمة باستيا. ثم سعى باولي للحصول على الدعم من الحلفاء الخارجيين.
دخلت بريطانيا العظمى الحروب الثورية الفرنسية في يناير 1793، عندما أعلن المؤتمر الوطني الفرنسي الحرب وسط توترات متصاعدة. كان لبريطانيا مصالح تجارية كبيرة في البحر الأبيض المتوسط، ولذلك أرسِل أسطول كبير على الفور لحصار الأسطول الفرنسي المتوسطي، الذي كان يعمل من ميناء تولون الذي يتمتع بحماية شديدة. كان أقرب ميناء بريطاني في جبل طارق، الذي كان بعيدًا جدًا عن العمل كقاعدة فورية يمكن من خلالها فرض الحصار. سيطر البريطانيون، في وقت سابق من القرن الثامن عشر، على جزيرة مينوركا الإسبانية كقاعدة أمامية لعمليات البحر الأبيض المتوسط، لكنهم فقدوا السيطرة على الجزيرة في الحرب الثورية الأمريكية قبل عشر سنوات. غالبًا ما اقتُرحت كورسيكا كبديل، وفضلها وزير الدولة للحرب هنري دونداس. كان العملاء البريطانيون في إيطاليا قد أجروا اتصالات بالفعل مع باولي عندما وصل الأسطول بقيادة اللورد هود في منتصف أغسطس 1793.
ومع ذلك، كانت الشؤون الكورسيكية أولوية ثانوية لهود، بعد وقت قصير من وصوله أطاح مواطنو تولون بحكومتهم الجمهورية، وبتشجيع بريطاني، أعلنوا عن خلع النظام الملكي الفرنسي. دخل أسطول هود الميناء، واستولى على الأسطول الفرنسي المتوسطي، وحصن التحصينات البرية. لمدة أربعة أشهر، حاول هود التمسك بالمدينة التي استولى عليها تحالف غير موثوق به من القوات الفرنسية والبريطانية والإيطالية، إذ طغى جيش جمهوري فرنسي، بتوجيه جزئي من نابليون بونابرت، على الدفاعات تدريجيًا. في 18 ديسمبر 1793، استولى الفرنسيون على المرتفعات المطلة على الميناء واضطر الأسطول البريطاني إلى الانسحاب على عجل، حاملًا آلاف اللاجئين الملكيين. جرت محاولة لحرق الأسطول الفرنسي المستولي على الميناء، والذي كان لا يزال راسيًا في المرفأ، لكنها كانت ناجحة جزئيًا فقط. نزل العديد من هؤلاء اللاجئين في وقت لاحق في كورسيكا.

### العمليات الكورسيكية عام 1793
بناءً على طلب باولي، أرسل هود سربًا صغيرًا إلى كورسيكا أثناء حصار تولون تحت قيادة العميد البحري روبرت لينزي، مع تعليمات لمناشدة الحاميات الفرنسية في باستيا وكالفي بالاستسلام. عندما لم يكن هذا وشيكًا، حاول الاستيلاء على سان فيورنزو مع سربه. قاد لينزي سفنه إلى الخليج في 19 سبتمبر، واستولى على تورا دي مورتيلا، التي كانت تطل على المرسى. تعرض هجوم ثان في 1 أكتوبر على تورا دي فورنالي المجهزة جيدًا لنيران كثيفة واضطر لينزي إلى الانسحاب مع خسائر فادحة، العديد منها بسبب تسديدة المُسخنة.
في أواخر أكتوبر، حاول سرب فرقاطة فرنسية إنزال تعزيزات على كورسيكا، هربًا من هجوم شنته السفينة البريطانية من الطراز إتش إم إس أغاميمنون، تحت قيادة النقيب هوراشيو نيلسون قبالة سردينيا في 22 أكتوبر 1793. نزلت هذه القوة في سان فيورنزو وباستيا، ومع هذه القوات، تمكن الفرنسيون من شن هجمات مضادة محدودة ضد القوات غير النظامية الكورسيكية، واستعادة بلدة فارينول ومعظم منطقة كاب كورس. ظل لينزي بعيدًا عن الشاطئ، وكانت سفنه تدير حصارًا وتحاصر الفرقاطات في الميناء، لكن السفن الصغيرة من إيطاليا كانت قادرة بسهولة على الهروب من سفنه، ما أثار احتجاجات من باولي. أرسِلت المزيد من القوات البحرية البريطانية، بقيادة نيلسون، لاعتراض هذه السفن؛ أغار نيلسون على الساحل الكورسيكي، ودمر المطحنة الوحيدة في الجزيرة وحرق قافلة نبيذ. بعد أسبوعين فقط، أُمِر نيلسون بالانسحاب لمساعدة هود في إخلاء تولون.